# Tetrahydrothiofeen
Tetrahydrothiofeen (meestal afgekort tot THT) is een heterocyclische verbinding met als brutoformule C4H8S. De stof is het verzadigde derivaat van het onverzadigde thiofeen. Het is een vluchtige, heldere, kleurloze vloeistof met een sterke onplezierige geur.

## Synthese
Tetrahydrothiofeen kan gesynthetiseerd worden door reactie van tetrahydrofuraan met waterstofsulfide.

## Toepassingen
Tetrahydrothiofeen wordt toegepast om aardgas te voorzien van een geur. Zonder deze toevoeging zou het voor gebruik bewerkte aardgas nagenoeg reukloos zijn. De concentratie in Nederland bedraagt 18 mg/m³; dit komt overeen met ongeveer 1 druppel per twee kubieke meter gas.
In veel andere landen gebruikt men voor dit doel ethaanthiol, maar deze stof is corrosief zodat hij na verloop van tijd de gasleidingen aantast. Verder kan men door gewenning het vermogen verliezen om ethaanthiol te ruiken, en veroorzaakt deze stof hoest, tranende ogen en hoofdpijn.
Naast de toepassing als aardgasadditief wordt tetrahydrothiofeen gebruikt als oplosmiddel, als insecticide en als afweermiddel voor motten. Het is een tussenstof bij de productie van het oplosmiddel sulfolaan.